# ازدهار شعشاعة
ازدهار شعشاعة (ولدت عام 1978 في الكويت)، مذيعة فلسطينية تحمل الجنسية الألمانية، انضمت إلى قناة الجزيرة في صيف 2012. عملت في التلفزيون الفلسطيني وفي إذاعة صوت فلسطين كمعدة ومقدمة برامج ثم انتقلت إلى قناة دويتشه فيله الألمانية وقدمت برنامج الجورنال، كما عملت كمراسلة لقناة تلفزيون دبي من مدينة غزة.
انتقلت في صيف 2012 إلى قناة الجزيرة القطرية وقدمت عددًا من البرامج الحوارية منها الحصاد والواقع العربي وحديث الثورة ولقاء اليوم كما أجرت تغطية ميدانية للعديد من الأحداث البارزة كذكرى النكبة الفلسطينية، وأزمة اللاجئين السوريين.

## حياتها الخاصة
متزوجة من الإعلامي أيهم الخيال.

## الجوائز
- حائزة على جائزة الإبداع الفني في مهرجان القاهرة للإذاعة والتلفزيون في عام 2003 عن برنامج تقاسيم الذي كان يهتم بالشعر.